# Shrek Retold
Shrek Retold — фанатский фильм-ремейк, созданный в коллаборации 200 различных художников по мотивам мультфильма «Шрек» 2001 года. Выпущен 29 ноября 2018 года на YouTube. Проект возглавил ютубер Грант Даффрин (3GI), наиболее известный тем, что с 2014 года он проводит «Шрекфест» в Милуоки.

## Формат
Повествование в Shrek Retold следует сюжету оригинального фильма с некоторыми отклонениями. Основное различие между Shrek Retold и оригиналом заключается в его переосмыслении; так как это совместная работа с более чем 200 участниками, художественный стиль, озвучка и музыка меняются от сцены к сцене, часто сильно отличаясь от оригинала. В отличие от оригинального «Шрека», который полностью анимирован в 3D, Shrek Retold включает в себя 2D и 3D анимацию, игровое кино, кукольную анимацию. Среди участников фильма много интернет-деятелей и актёров, таких как Дэвид Либе Харт, Майкл Кьюсак, Ratboy Genius, Энтони Фантано и SiIvaGunner.

## Производство и выпуск
Я понятия не имею, возможно ли любить что-то иронично. По иронии судьбы, вы могли бы наслаждаться мороженым? Не могли бы вы съесть мороженое в шутку?
Несмотря на то, что Shrek Retold — работа совместная, её производство было разрозненно. Режиссёр Грант Даффрин разделил фильм на сцены разной длины, каждая из которых была воссоздана одним из участников. В интервью Quartz Даффрин заявил, что его любовь к «Шреку» была искренней, в отличие от «ироничных» интернет-мемов о «Шреке» того времени. Незадолго до выхода Shrek Retold трейлер к фильму был загружен на канал 3GI, который получил широкое освещение в новостях. Премьера фильма состоялась на YouTube в формате прямой трансляции 29 ноября 2018 года, и с тех пор он остаётся на канале. 29 ноября 2019 года объявили, что фильм будет доступен для покупки в формате VHS и для бесплатной цифровой загрузки. В марте 2020 года за Shrek Retold последовал Sonic Rebuilt, аналогичное воссоздание фильма 1999 года Sonic the Hedgehog: The Movie.

## Приём
Shrek Retold был хорошо принят критиками, которые в основном хвалили его впечатляющий размах для фанатского проекта и причудливое содержание.

## Саундтрек
Саундтрек был выпущен на стриминговых сервисах и на кассете к первой годовщине фильма 29 ноября 2019 года. В него вошли каверы на песни из оригинального саундтрека к «Шреку» и дополнительные оригинальные песни, написанные специально для проекта.
| №                   | Название                                                                    | Длительность |
| ------------------- | --------------------------------------------------------------------------- | ------------ |
| 1.                  | «Peter Vartanian Fauxny & Kevin Gonring – All Star»                         | 4:18         |
| 2.                  | «Oditharge (feat. Ray Sipe) – Makin' Waffles»                               | 1:40         |
| 3.                  | «Nolan Cooney – Pina Colada»                                                | 3:38         |
| 4.                  | «Ryan Dorin "Ratboy Genius" – Welcome to Duloc»                             | 0:34         |
| 5.                  | «DJ Douggpound – Donkey Look Out»                                           | 3:03         |
| 6.                  | «Chris Carlone – I'm on My Way»                                             | 0:48         |
| 7.                  | «Larry Inc 64 – Some Moon»                                                  | 1:30         |
| 8.                  | «Raymond Allen – Shed»                                                      | 1:50         |
| 9.                  | «Dumb Fidelity & Roughy – Singing Princess»                                 | 1:34         |
| 10.                 | «Damon Scott 'Broken Pixels', Helior Colorado & Esteban Proano – Merry Men» | 0:44         |
| 11.                 | «Marc M 'Sick Animation' – Shrek Love»                                      | 1:32         |
| 12.                 | «Urethra Heap – You Belong to Me»                                           | 1:58         |
| 13.                 | «Grant Duffrin – Eleven Months»                                             | 0:37         |
| 14.                 | «David Liebe Hart & Dumb Fidelity – Hallelujah»                             | 2:18         |
| 15.                 | «Hot Dad – Believer»                                                        | 4:45         |
| 16.                 | «Grant Duffrin – Stay Home»                                                 | 5:17         |
| 17.                 | «TOSO – Best Years of Our Lives»                                            | 2:59         |
| 18.                 | «Mowtendoo – Like Wow»                                                      | 1:52         |
| 19.                 | «Morrano – It Is You (I Have Loved)»                                        | 3:41         |
| 20.                 | «Grant Duffrin – Trailer Song»                                              | 2:24         |
| Общая длительность: | Общая длительность:                                                         | 47:02        |

## Предстоящий проект Shrek 2 Retold
Первоначально, 1 апреля 2019 года, 3GI опубликовал первоапрельское видео под названием Shrek 2 Retold, в котором режиссёр проекта обсуждал создание Shrek Retold. Во время «Шрекфеста 2019» было объявлено, что Shrek 2 Retold больше не просто шутка, а действительно находится в производстве. Аккаунт Shrek 2 Retold в Твиттере регулярно публикует публичные обновления о проекте. 22 апреля 2021 года, в рамках празднования двадцатилетия оригинального фильма, 3GI опубликовал официальный тизер-трейлер Shrek 2 Retold.